# Faucigny (Haute-Savoie)
Faucigny [fosiˈɲi] ist eine französische Gemeinde im Département Haute-Savoie in der Region Auvergne-Rhône-Alpes.

## Geographie
Faucigny liegt auf rund 639 m, nordöstlich von La Roche-sur-Foron, etwa 20 Kilometer südöstlich der Stadt Genf (Luftlinie). Das Dorf erstreckt sich an aussichtsreicher Lage auf einer Geländeterrasse am östlichen Talhang der Arve im Faucigny.
Die Fläche des 4,91 km² großen Gemeindegebiets umfasst einen Abschnitt des unteren Arvetals. Das Gebiet reicht vom Hang oberhalb von Contamine-sur-Arve ostwärts über die Terrasse von Faucigny auf den angrenzenden breiten Höhenrücken, der das Arvetal vom Becken des Sallaz trennt. Auf einer bewaldeten Kuppe oberhalb von La Côte d’Hyot wird mit 1002 m die höchste Erhebung von Faucigny erreicht.
Nachbargemeinden von Faucigny sind Peillonnex im Norden, Saint-Jean-de-Tholome im Osten, Bonneville im Süden sowie Contamine-sur-Arve im Westen.

## Geschichte
Verschiedene Funde weisen darauf hin, dass das Gemeindegebiet von Faucigny bereits im Neolithikum und während der Römerzeit besiedelt war. Im 11. Jahrhundert wurde die Ortschaft unter dem Namen Fulciniaco erstmals urkundlich erwähnt. Später erschienen auch die Bezeichnungen Falciniacum, Fociniacum und Fossiniacum. Der Ortsname geht auf den römischen Personennamen Falcinius zurück.
Auf einem felsigen Vorsprung bei Faucigny wurde um 930 die Burg gegründet, die Stammsitz der vom 11. bis zum 13. Jahrhundert mächtigen Herrschaft Faucigny wurde. Als Teil der Dauphiné gelangte der Ort 1349 an Frankreich, wurde aber im Vertrag von Paris 1355 in einem Länderabtausch an die Grafen von Savoyen abgegeben. Danach teilte Faucigny das Schicksal Savoyens.

## Sehenswürdigkeiten
Die Dorfkirche Saint-Jean-Baptiste erhielt im 19. Jahrhundert ihre heutige Gestalt. Von der mittelalterlichen Burg der Herren von Faucigny aus dem 11. Jahrhundert sind Ruinen erhalten.

## Bevölkerung
| Jahr                       | 1962 | 1968 | 1975 | 1982 | 1990 | 1999 | 2005 |
| Einwohner                  | 194  | 172  | 201  | 254  | 329  | 413  | 462  |
| Quellen: Cassini und INSEE |      |      |      |      |      |      |      |

Mit 655 Einwohnern (Stand 1. Januar 2022) gehört Faucigny zu den kleinen Gemeinden des Département Haute-Savoie. Seit Mitte der 1970er Jahre wurde dank der schönen Wohnlage ein deutliches Bevölkerungswachstum verzeichnet. Außerhalb des alten Ortskerns wurden zahlreiche Einfamilienhäuser gebaut.

## Wirtschaft und Infrastruktur
Faucigny war bis weit ins 20. Jahrhundert hinein ein vorwiegend durch die Landwirtschaft geprägtes Dorf. Heute gibt es verschiedene Betriebe des lokalen Kleingewerbes. Viele Erwerbstätige sind Wegpendler, die in den größeren Ortschaften der Umgebung, vor allem aber im Raum Genf-Annemasse, ihrer Arbeit nachgehen.
Die Ortschaft ist verkehrsmäßig recht gut erschlossen. Sie liegt an einer Departementsstraße, die von Bonneville nach Viuz-en-Sallaz führt. Weitere Straßenverbindungen bestehen mit Contamine-sur-Arve, Marcellaz und Saint-Jean-de-Tholome. Der nächste Anschluss an die Autobahn A40 befindet sich in einer Entfernung von rund 6 km.